# Museu de Belas Artes de Bilbau
O Museu de Belas Artes de Bilbau (em basco: Bilboko Arte Ederren Museoa; em castelhano: Museo de Bellas Artes de Bilbao), situado em Bilbau, Espanha, é um dos museus de arte mais importantes do País Basco. A sua história é algo singular, pois surgiu graças ao patrocínio de colecionadores locais numa cidade com tradição artística relativamente curta e sem grandes coleções da nobreza ou clero. Foi oficialmente criado em 1908, mas só abriu as suas portas em 1914.

## História
O museu foi criado em 1908 e inaugurado em 1914, com um fundo artístico legado pelo empresário e filantropo Laureano de Jado. Este primeiro Museu de Belas Artes foi fundido em 1939 com o Museu de Arte Moderna fundado em 1924, e a instituição resultante abriu as portas na sua sede atual em 1945. Contribuições de instituições locais, de indivíduos privados e as próprias aquisições do museu ajudaram a formar o perfil essencial da coleção e orientaram o seu crescimento subsequente. A necessidade de formar uma coleção representativa começando praticamente do zero permitiu afinar o critério de seleção.
Depois de começar modestamente na Escola de Artes e Ofícios do bairro de Achuri, a instituição mudou-se para um edifício novo no Parque Casilda Iturrizar, o pulmão verde do centro da cidade. Vagamente inspirado no Museu do Prado de Madrid, o edifício segue linhas neoclássicas, combinando a pedra e ladrilho vermelho. Foi projetado pelos arquitetos Fernando Urrutia e Gonzalo Cárdenas e em 1962 foi declarado monumento nacional.
Nos anos 1960 e 1970 foi erigido um segundo edifício, ligado ao primeiro por uma galeria. Trata-se duma construção mais audaz, de linhas minimalistas e materiais modernos como metal e vidro, com influências da arquitetura de Mies van der Rohe. A ampliação foi projetada pelos arquitetos Álvaro Líbano e Ricardo Beascoa. Parte do piso térreo foi deixada aberta, como uma arcada, se bem que com as obras de modernização dos anos 1990, esse espaço foi fechado e passou a ser usado como sala de exposições. A reforma e ampliação dos anos 1990 foi projetada pelo arquiteto Luis María Uriarte e abriu ao público em novembro de 2001.
Em maio de 2009 o alcaide de Bilbau, Iñaki Azkuna comentou publicamente a oportunidade de empreender outra ampliação. Ante as limitações  urbanísticas para ampliar o edifício uma vez mais, põe-se a hipótese de procurar uma segunda sede, para a qual se transladariam os fundos de arte mais recente, que em grande parte permanecem armazenados.

## Coleção permanente

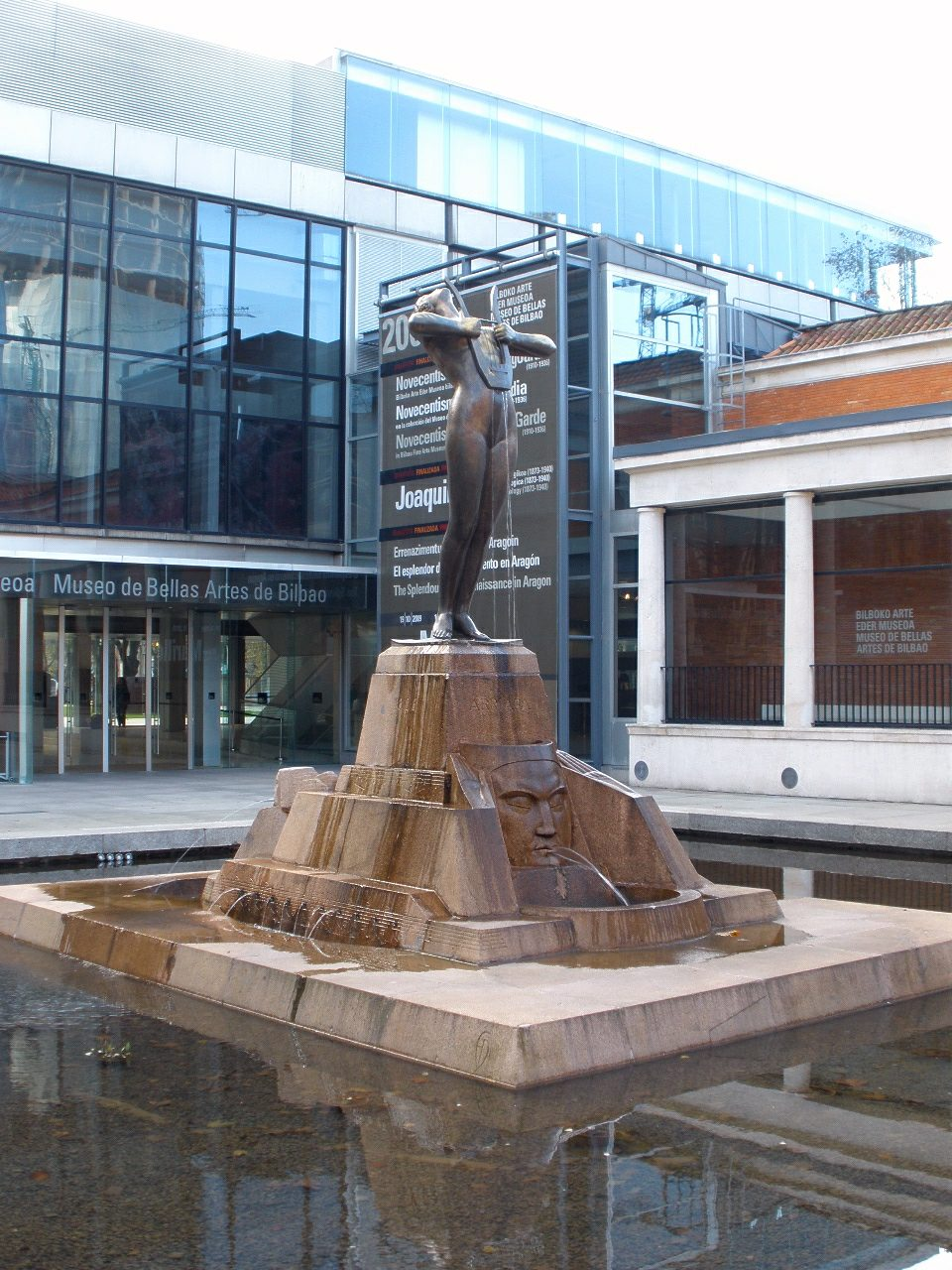
Melpomene, monumento ao compositor bilbaíno Juan Crisóstomo de Arriaga da autoria de

Notável pelo largo período que cobre, que vai do século XII à atualidade, e pela variedade extraordinária de obras de arte adquirida desde o seu início, a coleção conta atualmente com mais de 7 000 obras, incluindo pinturas, esculturas, desenhos, gravuras e objetos de artes decorativas.
A coleção pictórica é merecidamente a mais célebre, com abundante pintura espanhola, desde Bartolomé Bermejo, no século XV até Miquel Barceló, nascido em 1957. Destacam-se El Greco, Zurbarán, Ribera e Goya, com várias obras de cada um deles, muitas das quais foram incluídas em exposições internacionais. Há também exemplos de Luis de Morales, Alonso Sánchez Coello, Murillo, Valdés Leal, Orrente, Juan Ribalta, Juan de Arellano e Luis Paret.
Os fundos dos séculos XIX e XX são algo desiguais, com exemplos de Leonardo Alenza, Antonio María Esquivel, Federico de Madrazo, Marià Fortuny, Sorolla e autores mais modernos como María Blanchard, Pablo Gargallo, José Gutiérrez Solana, Daniel Vázquez Díaz, Óscar Domínguez, Antoni Tàpies, Pablo Serrano, Manolo Millares, entre outros. Não conta com nenhuma obra de Dalí nem de Miró e de Picasso apenas conta com um pastel juvenil.
Os fundos de pintura estrangeira são variados e incluem obras chamativas, das quais se destacam, por exemplo, "Lucretia" de Lucas Cranach, o Velho, a grande tela "Lamentação ante Cristo morto" de Van Dyck, "Pã tocando flauta" de Jacob Jordaens, uma "Adoração dos Reis Magos" atribuída a Giovanni Battista Crespi, "Lot e as suas filhas" de Orazio Gentileschi, "Job e os seus filhos mortos" de Domenico Piola, uma paisagem de Bernardo Bellotto, um retrato feminino de Louis-Michel van Loo e um "Ecce Homo" de Mengs. A pintura flamenga dos séculos XV e XVI conta com um fundo amplo, no qual se destacam uma "Pietà" de Ambrosius Benson, uma Sagrada Família de Mabuse, O Rapto de Europa de Marten de Vos e um retrato de Filipe II da autoria de António Mouro, que pertenceu aos Spencer, a família de Diana de Gales.

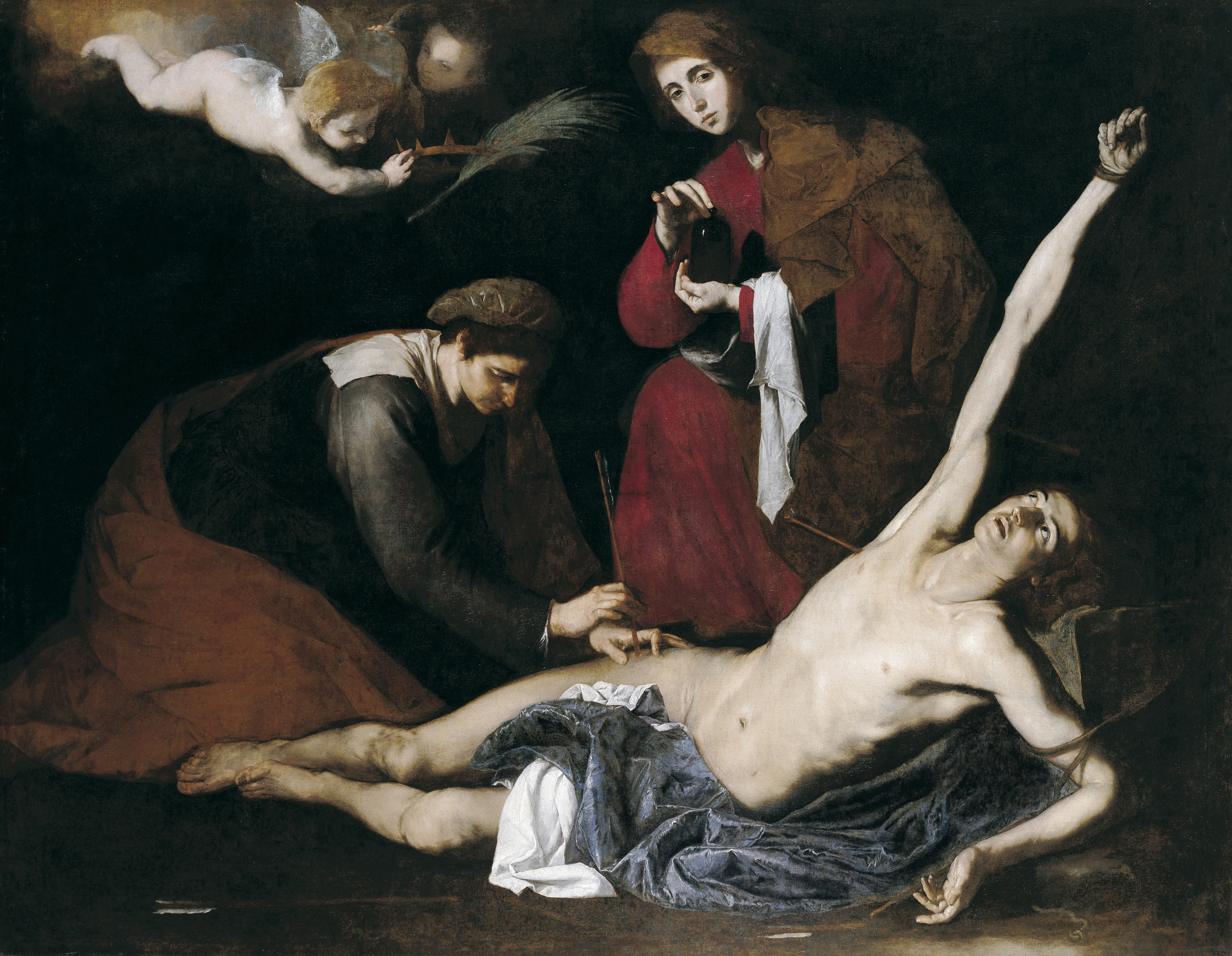
José de Ribera — São Sebastião curado pelas Santas Mulheres (c. 1621)

A arte estrangeira (não espanhola) do séculos XIX e XX conta com uma coleção muito importante, rara, nos museus da Península Ibérica[carece de fontes?] até à bertura do Museu Thyssen-Bornemisza de Madrid. A tela "Lavadeira de Arles" era a única obra de Gauguin até então. O museu alberga também uma gravura curiosa de Cézanne ("Os banhistas"), e pinturas de autores consagrados como Paul Sérusier ("Bodegón"), Mary Cassatt ("Maternidade"), Henri Le Sidaner ("Canal de Bruges"), James Ensor ("A Virgem e a mundana"), Jean Metzinger, Robert Delaunay, Oskar Kokoschka, Karel Appel, Anthony Caro e Richard Serra. Há ainda uma grande tela de Francis Bacon ("Figura deitada diante dum espelho") e um tapete desenhado por Fernand Léger.
A coleção de arte basca dos séculos XIX e XX é apontada como a melhor que existe, e nela estão representados artistas como Jose Etxenagusia, Eduardo Zamacois y Zabala, Paco Durrio, José Luis Zumeta, Ignacio Zuloaga, Valentín de Zubiaurre, Jorge Oteiza, Eduardo Chillida, Mari Puri Herrero, entre muitos outros.
O museu alberga ainda diversos bronzes greco-romanos, cerâmicas de Manises e Talavera de la Reina, alguns móveis (como bargueños, uma espécie de contador), tapetes, etc. Cabe também mencionar o fundo de obras sobre papel, com gravuras de Dürer e Rembrandt.

## A Coleção Arte XX

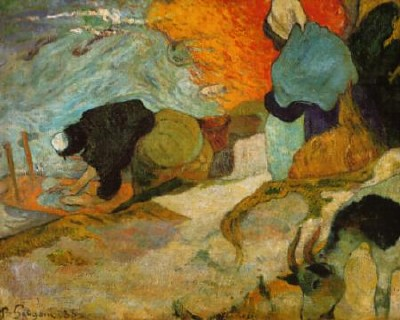
Lavandières à Arles, de Paul Gauguin.

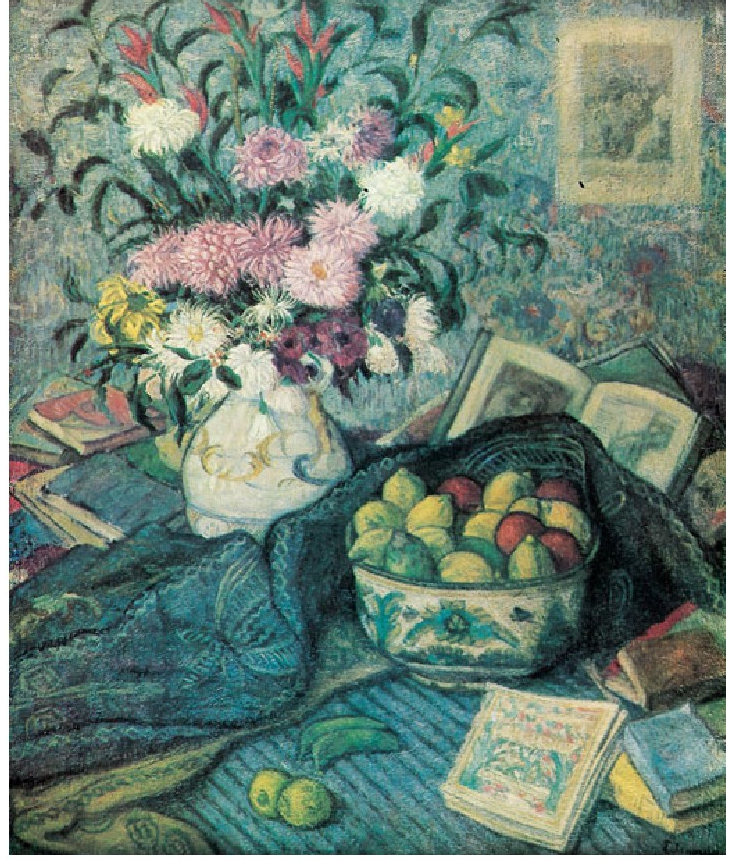
Flores com Bananas, Limões e Livros, de Juan Echevarría.

Temporariamente, as coleções próprias do museu são complementadas com a chamada Coleção Arte XX, uma coleção privada composta de 48 pinturas e 15 esculturas, maioritariamente de artistas do século XX e algumas do século XIX e contemporâneas. Esta coleção foi emprestada ao museu por um prazo prorrogável de cinco anos (2008-2013) e começou por ser apresentada como uma exposição temporária em fevereiro e março de 2008, sendo depois integrada na exposição permanente, cobrindo as lacunas da coleção do museu.
Nela podem encontrar-se obras de artistas espanhóis do século XX tão importantes como Picasso, Sorolla, Anglada Camarasa, Joan Miró, Dalí, Pablo Palazuelo, Antonio Saura, Miquel Barceló e Antoni Tàpies. Estão também representados os estrangeiros Kandinsky, Giorgio de Chirico, Max Ernst, Francis Picabia, Georges Braque, Fernand Léger, Jean Metzinger, Anish Kapoor, Marc Chagall, Paul Klee e Wilfredo Lam, entre outros.
É a coleção particular mais importante criada no País Basco nas últimas décadas. Devido a problemas económicos do seu proprietário, cerca de 40 peças foram adquiridas em 2009 pela instituição bancária Caixa Galicia, mas manter-se-ão expostas no Museu de Belas Artes de Bilbau conforme inicialmente acordado.

## Algumas das obras mais relevantes

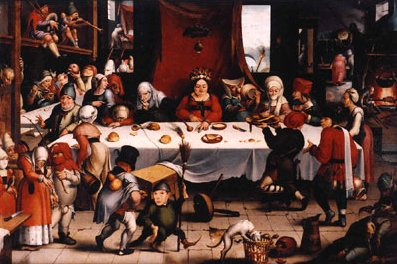
Jan Mandyn — Festim burlesco (c. 1550)

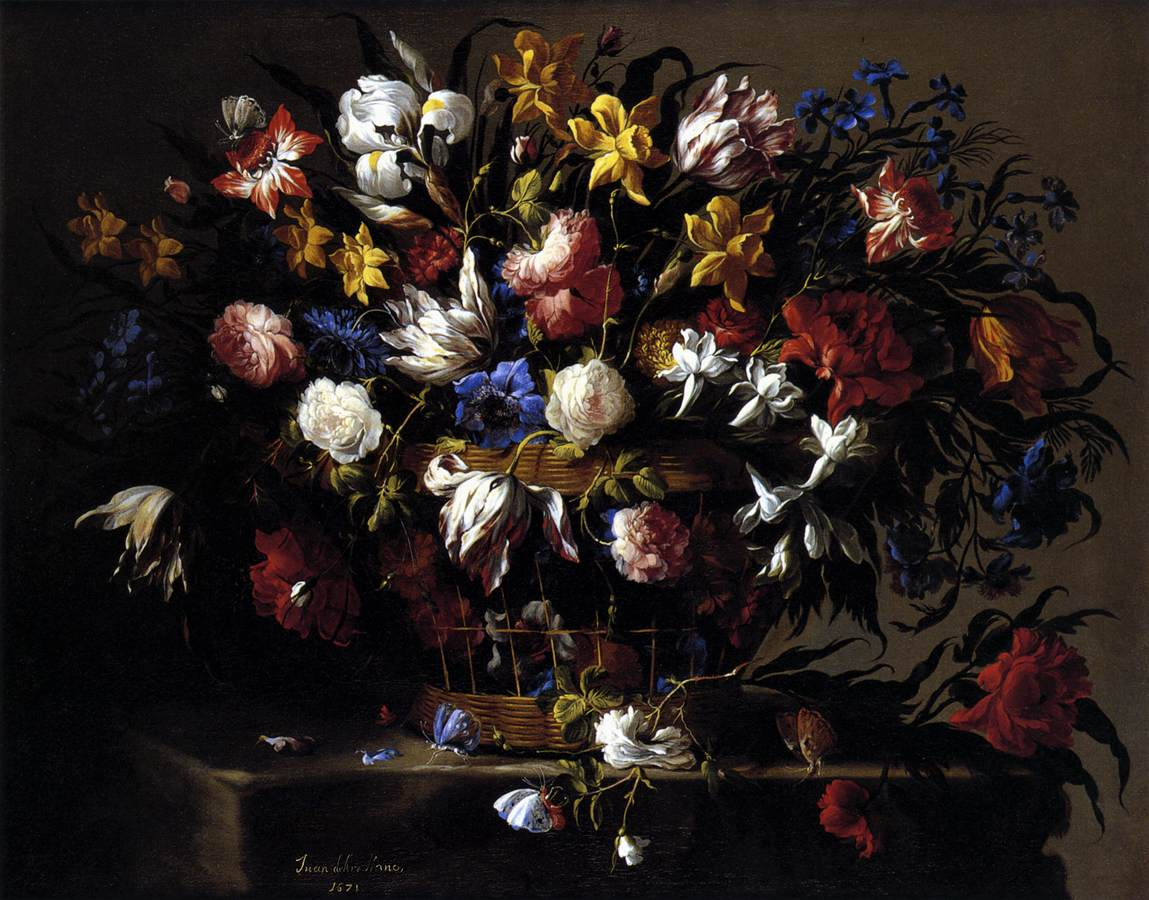
Juan de Arellano — Cesta de flores (c. 1671)

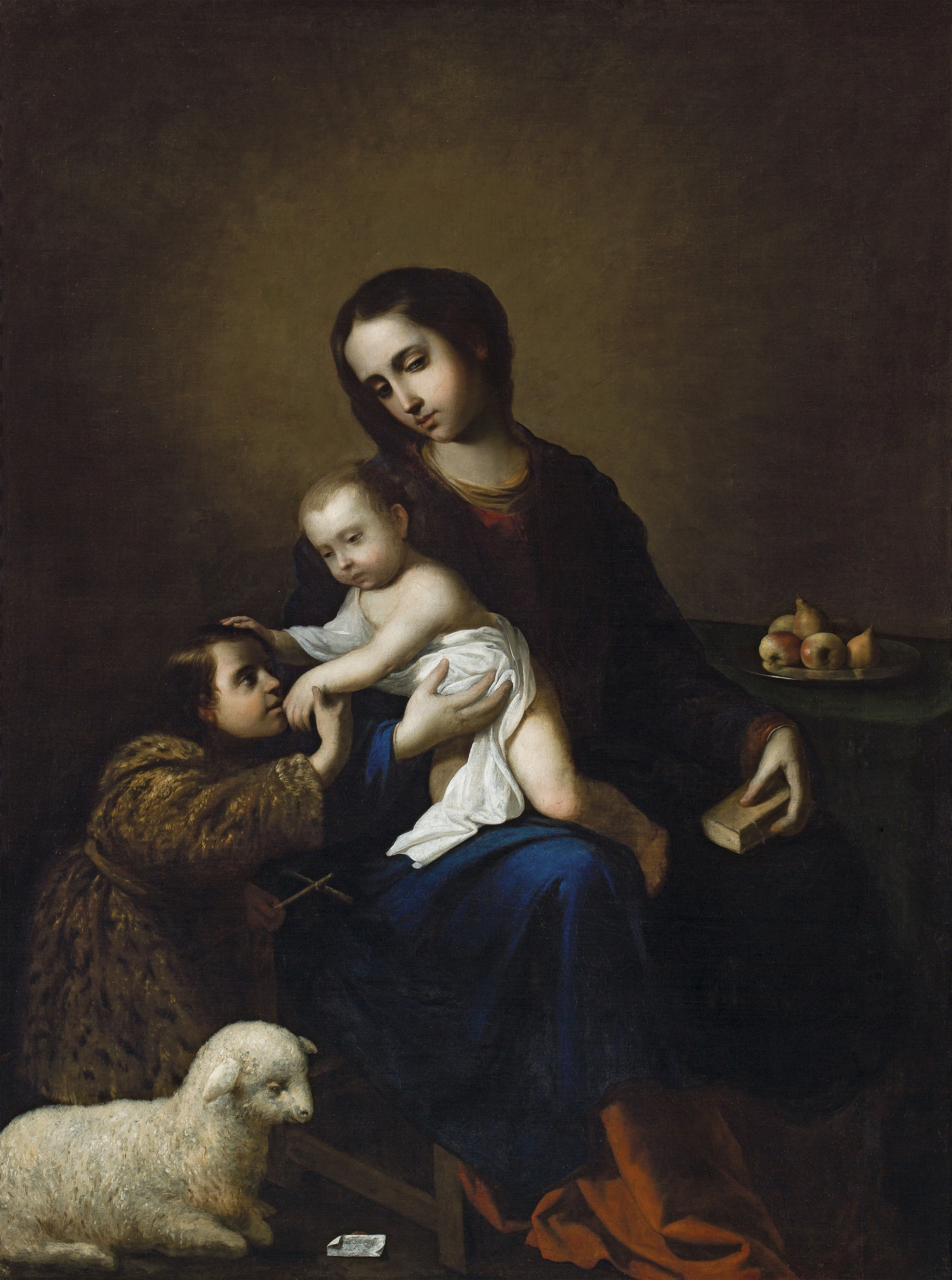
Francisco de Zurbarán — A Virgem com o Menino Jesus e São João Menino (c. 1662)

- Adolfo Guiard — A pequena aldeã do cravo vermelho (c. 1903)
- Alberto Sánchez Pérez — Figuras com paisagem (c. 1960–1962)
- Ambrosius Benson — Piedade aos pés da cruz (fragmento; c. 1530)
- Anónimo catalão — Deposição da Cruz e O Dilúvio ou A Arca de Noé (último terço do século XIII)
- Antoon van Dyck — Lamentação sobre Cristo morto (c. 1634–1640)
- Antoni Tàpies — Grande oval ou Pintura (c. 1955)
- António Mouro (Anthonis van Dashort) — Retrato de Filipe II (c. 1549–1550)
- Aurelio Arteta —  A ponte de Burceña (c. 1925–1930)
- Bartolomé Bermejo — A flagelação de Santa Engrácia (c. 1474–1478)
- Bartolomé Esteban Murillo — San Lesmes (c. 1655)
- Bernardo Bellotto — Paisagem com palácio ou Capricho arquitetónico com palácio (c. 1765–1766)
- Darío de Regoyos — O banho em Rentería. Soir Eléctrique (c. 1899)
- Diego de la Cruz —  Cristo da Piedade (c. 1485)
- Eduardo Chillida —  Em redor do vazio I (c. 1964)
- El Greco (Domenikos Theotokópoulos) A Anunciação (c. 1596–1600)
- Francis Bacon — Figura tombada em espelho (c. 1971)
- Francisco de Goya — Retrato de Martín Zapater (c. 1797)
- Francisco de Zurbarán —  A Virgem com o Menino Jesus e São João Menino (c. 1662)
- Francisco Durrio — Cabeça de Cristo (c. 1895–1896)
- Ignacio Zuloaga Zabaleta — Retrato da Condessa Mathieu de Noailles (c. 1913)
- Jan Mandyn (ou Mandijn) Festim burlesco (c. 1550)
- Joaquín Sorolla — A relíquia (c. 1893)
- Jorge Oteiza — Retrato dum gudari armado chamado Odiseo (c. 1975)
- José de Ribera — São Sebastião curado pelas Santas Mulheres (c. 1621)
- José Gutiérrez Solana — Mulheres da vida (c. 1915–1917)
- Juan de Arellano — Cesta de flores (c. 1671)
- Juan de Barroeta — Vista do Abra de Bilbau desde Algorta (1886)
- Luis Fernández — Cabeça de touro morto (c. 1939)
- Luis Meléndez — Taberna com frutas e um jarro (c. 1773)
- Luis Paret — Vista do Arenal de Bilbau (c. 1783–1784)
- Marten de Vos — O rapto de Europa (c. 1590)
- Mary Cassatt — Mulher sentada com uma criança nos seus braços (c. 1890)
- Michel Erhart — Santa Ana, a Virgem e o Menino (c. 1485–1490)
- Orazio Gentileschi — Lot e as suas filhas (c. 1628)
- Óscar Domínguez — Le Chasseur (O Caçador; c. 1933)
- Paul Cézanne — Bahistas (c. 1896–1898)
- Paul Gauguin — Lavandeiras em Arles (c. 1888)
- Robert Delaunay — Mulher nua lendo (c. 1920)
- Utagawa Kunisada — Ator de Kabuki como lenhador (c. 1815)